# Прогнозен пазар
Прогнозните пазари (виртуални пазари) са спекулативни пазари, създадени с цел да се правят пазарни прогнози. Текущите пазарни цени могат да бъдат интерпретирани като прогнози за възможността дадено събитие или очаквана стойност на параметър да се реализират.
Хората, които купуват ниско или продават високо се възнаграждават за това, че подобряват пазарната прогноза, докато тези, които купуват високо и продават ниско биват „наказвани“, за това че понижават качеството на пазарната прогноза. Според данните, прогнозните пазари са поне толкова вярни, колкото и други институции, които правят прогнози за едни и същи събития в подобен кръг от участници.
|  | Тази страница частично или изцяло представлява превод на страницата Prediction market в Уикипедия на английски. Оригиналният текст, както и този превод, са защитени от Лиценза „Криейтив Комънс – Признание – Споделяне на споделеното“, а за съдържание, създадено преди юни 2009 година – от Лиценза за свободна документация на ГНУ. Прегледайте историята на редакциите на оригиналната страница, както и на преводната страница, за да видите списъка на съавторите. ВАЖНО: Този шаблон се отнася единствено до авторските права върху съдържанието на статията. Добавянето му не отменя изискването да се посочват конкретни източници на твърденията, които да бъдат благонадеждни. |